# 上野結生
上野 結生（うえの ゆい、2002年12月17日 - ）は、日本のカーリング選手。SC軽井沢クラブに所属。長野大学環境ツーリズム学部在学。チームメイトに実姉の上野美優がいる。

## 人物
長野県軽井沢町出身。2016年、世界ジュニアBカーリング選手権で準優勝し、軽井沢女子で初めて世界ジュニアカーリング選手権に出場。
2016年5月、スポーツコミュニティー軽井沢クラブが開校した「カーリングエリートアカデミー」一期生として軽井沢ローレルのメンバーとともに入校。
2022年5月、世界ジュニアカーリング選手権にて日本カーリング界初となる世界選手権金メダルを獲得。
2022年6月、荻原詠理、三浦由唯菜らと共に2023年世界ジュニアカーリング選手権の日本代表候補として選抜され、2023年2月に開催された大会にセカンドとして出場、銀メダルを獲得した。
2024年2月、第41回日本カーリング選手権大会で優勝。

## チーム

### 4人制女子
| シーズン | フォース      | サード      | セカンド | リード     | リザーブ   | 主な大会                                   |
| -------- | ------------- | ----------- | -------- | ---------- | ---------- | ------------------------------------------ |
| 2015-16  | 土屋文乃(S)   | 鈴木結海    | 上野結生 | 金井亜翠香 | 山本冴     | WJCC 2016（軽井沢ジュニア/軽井沢ローレル） |
| 2019-20  | 鈴木みのり    | 荻原詠理    | 上野結生 | 山本冴(S)  | 上野美優   | WJCC 2020                                  |
| 2020-21  | 上野美優      | 荻原詠理    | 上野結生 | 山本冴(S)  |            | JJCC 2020                                  |
| 2021-22  | 上野美優      | 荻原詠理    | 上野結生 | 山本冴(S)  | 金井亜翠香 | JJCC 2021                                  |
| 2021-22  | 上野美優      | 荻原詠理    | 上野結生 | 山本冴(S)  | 三浦由唯菜 | WJCC 2022                                  |
| 2022-23  | 三浦由唯菜(S) | 松永愛唯(V) | 上野結生 | 荻原詠理   | 佐久間優名 | WJCC 2023                                  |
| 2023-24  | 上野美優(S)   | 金井亜翠香  | 西室淳子 | 上野結生   | 両川萌音   | JCC 2024                                   |
| 2024-25  | 上野美優(S)   | 上野結生    | 西室淳子 | 金井亜翠香 |            | JCC 2025                                   |

※（S）：スキップ／（V）：バイススキップ

## 戦績
| 日本ジュニア選手権 | 1  | 3 | 1 | 2 | 1 |   |   |
| 世界ジュニア選手権 | 10 |   | 4 |   | 1 | 2 |   |
| 日本選手権         |    |   |   |   |   |   | 1 |